# Oncideres irrorata
Oncideres irrorata là một loài bọ cánh cứng trong họ Cerambycidae.